# Arina Rodionova

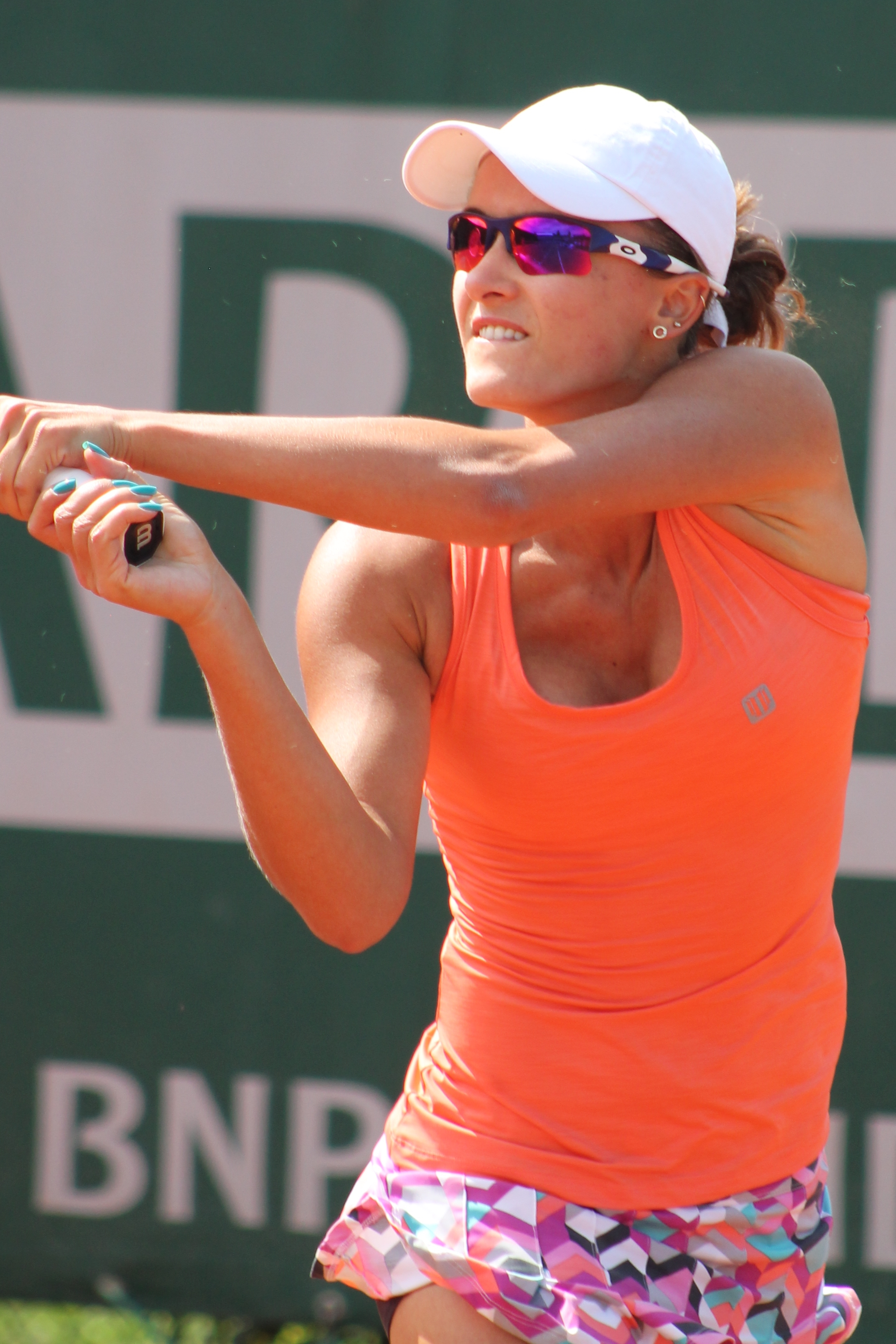
Roland Garros 2015

Arina Ivanovna Rodionova (Russisch: Арина Ивановна Родионова) (Tambov, 15 december 1989) is een tennisspeelster uit Rusland. Zij begon al op driejarige leeftijd met tennis, mede doordat haar vader tenniscoach is, en haar oudere zus Anastasia ook tennis speelt. Haar favoriete ondergrond is hardcourt. Zij speelt rechtshandig en heeft een tweehandige backhand. Zij is actief in het internationale tennis sinds 2004.
In januari 2014 ontving zij het Australisch staatsburgerschap.

## Loopbaan

### Enkelspel
In 2004 speelde zij haar eerste ITF-toernooi. In 2005 won zij haar eerste ITF-toernooi in Minsk (Wit-Rusland). Tot op heden(februari 2024) won zij zestien ITF-titels, de meest recente in 2023 in Trnava (Slowakije).
In 2008 kwalificeerde Rodionova zich voor het eerst voor een WTA-hoofdtoernooi, op het toernooi van Fez. Zij bereikte er de tweede ronde. Haar beste resultaat op de WTA-toernooien is het bereiken van de kwartfinale, op het toernooi van Nanchang 2017 en op het toernooi van Hua Hin 2024.
Haar beste resultaat op de grandslamtoernooien is het bereiken van de tweede ronde. Haar hoogste notering op de WTA-ranglijst is de 97e plaats, die zij bereikte in februari 2024.

### Dubbelspel
Rodionova behaalde in het dubbelspel betere resultaten dan in het enkelspel. Zij debuteerde in 2004 op het ITF-circuit. Zij stond in 2006 voor het eerst in een finale, op het ITF-toernooi van Putignano (Italië), samen met haar zuster Anastasia – hier veroverde zij haar eerste titel, door de Kroatische zussen Ivana en Maria Abramović te verslaan. In totaal won zij 42 ITF-titels, de meest recente in 2022 in Canberra (Australië).
In 2007 speelde Rodionova voor het eerst op een WTA-hoofdtoernooi, op het toernooi van Estoril, samen met de Kazachse Amina Rachim. Zij bereikten er de halve finale. Zij stond in 2010 voor het eerst in een WTA-finale, op het toernooi van Kuala Lumpur, samen met haar zus Anastasia – zij verloren van het koppel Chan Yung-jan en Zheng Jie. In 2014 veroverde Rodionova haar eerste WTA-titel, op het toernooi van Ningbo, samen met de Oekraïense Olha Savtsjoek, door het Chinese koppel Han Xinyun en Zhang Kailin te verslaan. Tot op heden(februari 2024) won zij twee WTA-titels, de andere op het WTA-toernooi van Hua Hin 2020, samen met de Australische Storm Sanders.
Haar beste resultaat op de grandslamtoernooien is het bereiken van de kwartfinale, op het Australian Open 2016. Haar hoogste notering op de WTA-ranglijst is de 41e plaats, die zij bereikte in juli 2015.

#### Gemengd dubbelspel
In deze discipline bereikte Rodionova de kwartfinale op het Australian Open 2021, met de Australiër Max Purcell aan haar zijde.

### Tennis in teamverband
In 2016 maakte Rodionova deel uit van het Australische Fed Cup-team – zij speelde er een enkel- en een dubbelspelpartij die zij beide verloor.

## Posities op deWTA-ranglijst
Positie per einde seizoen:
| jaar | rang enkelspel | rang dubbelspel |
| ---- | -------------- | --------------- |
| 2005 | 779            | 812             |
| 2006 | 506            | 338             |
| 2007 | 322            | 173             |
| 2008 | 285            | 108             |
| 2009 | 204            | 103             |
| 2010 | 185            | 95              |
| 2011 | 238            | 121             |
| 2012 | 269            | 109             |
| 2013 | 201            | 151             |
| 2014 | 260            | 65              |
| 2015 | 333            | 56              |
| 2016 | 184            | 82              |
| 2017 | 117            | 88              |
| 2018 | 168            | 96              |
| 2019 | 203            | 97              |
| 2020 | 168            | 69              |
| 2021 | 152            | 64              |
| 2022 | 297            | 252             |
| 2023 | 148            | 623             |

## Resultaten grandslamtoernooien
| Legenda | Legenda                          |
| ------- | -------------------------------- |
| g.t.    | geen toernooi gehouden           |
| l.c.    | lagere categorie                 |
| –       | niet deelgenomen                 |
| G       | uitgeschakeld in de groepsfase   |
| 1R      | uitgeschakeld in de eerste ronde |
| 2R      | uitgeschakeld in de tweede ronde |
| 3R      | uitgeschakeld in de derde ronde  |
| 4R      | uitgeschakeld in de vierde ronde |
| KF      | uitgeschakeld in de kwartfinale  |
| HF      | uitgeschakeld in de halve finale |
| F       | de finale verloren               |
| W       | het toernooi gewonnen            |
| w-v     | winst/verlies-balans             |

### Enkelspel
| Australian Open | 1R | 1R | –  | 1R | –  | 2R   | 1R |
| Roland Garros   | –  | –  | 1R | –  | –  | –    | –  |
| Wimbledon       | –  | –  | –  | 2R | 1R | g.t. | –  |
| US Open         | –  | –  | –  | 2R | –  | 1R   | –  |

### Vrouwendubbelspel
| toernooi        | 2010 | 2011 | 2012 | 2013 | 2014 | 2015 | 2016 | 2017 | 2018 | 2019 | 2020 | 2021 | 2022 | 2023 | 2024 |
| --------------- | ---- | ---- | ---- | ---- | ---- | ---- | ---- | ---- | ---- | ---- | ---- | ---- | ---- | ---- | ---- |
| Australian Open | –    | –    | 2R   | 1R   | 1R   | 2R   | KF   | 1R   | 1R   | 1R   | 2R   | 2R   | 1R   | 1R   | 2R   |
| Roland Garros   | 1R   | –    | –    | –    | –    | 3R   | 1R   | –    | –    | –    | 1R   | 1R   | 1R   | –    |      |
| Wimbledon       | 1R   | 2R   | –    | –    | 2R   | 2R   | –    | 1R   | 2R   | 2R   | g.t. | 2R   | –    | –    |      |
| US Open         | 1R   | –    | –    | –    | –    | 1R   | 1R   | 1R   | –    | –    | 1R   | 3R   | –    | –    |      |

### Gemengd dubbelspel
| Australian Open | 1R | 1R | 1R | 1R | 1R | 1R   | KF | 2R | 1R |
| Roland Garros   | –  | –  | –  | –  | –  | g.t. | –  | –  |    |
| Wimbledon       | –  | 1R | –  | –  | –  | g.t. | 3R | –  |    |
| US Open         | –  | –  | –  | –  | –  | g.t. | –  | –  |    |

## Palmares
| Legenda                 |
| ----------------------- |
| Grandslamtoernooi       |
| Olympische Spelen       |
| Year-End Championships  |
| Premier Mandatory       |
| Premier Five / WTA 1000 |
| Premier / WTA 500       |
| International / WTA 250 |
| Challenger / WTA 125    |

### WTA-finaleplaatsen enkelspel
geen

### WTA-finaleplaatsen vrouwendubbelspel
| nr.              | finale     | toernooi         | ondergrond    | partner                  | tegenstandsters                     | score             |         |
| ---------------- | ---------- | ---------------- | ------------- | ------------------------ | ----------------------------------- | ----------------- | ------- |
| gewonnen finales |            |                  |               |                          |                                     |                   |         |
| 1.               | 2014-11-02 | WTA Ningbo       | hardcourt     | Olha Savtsjoek           | Han Xinyun Zhang Kailin             | 4-6, 7-6, [10-6]  | details |
| 2.               | 2020-02-16 | WTA Hua Hin      | hardcourt     | Storm Sanders            | Barbara Haas Ellen Perez            | 6-3, 6-3          | details |
| verloren finales |            |                  |               |                          |                                     |                   |         |
| 1.               | 2010-02-28 | WTA Kuala Lumpur | hardcourt     | Anastasia Rodionova      | Chan Yung-jan Zheng Jie             | 7-6, 2-6, [7-10]  | details |
| 2.               | 2014-09-14 | WTA Hongkong     | hardcourt     | Patricia Mayr-Achleitner | Karolína Plíšková Kristýna Plíšková | 2-6, 6-2, [10-12] | details |
| 3.               | 2015-03-08 | WTA Monterrey    | hardcourt     | Anastasia Rodionova      | Gabriela Dabrowski Alicja Rosolska  | 3-6, 6-2, [3-10]  | details |
| 4.               | 2017-02-26 | WTA Boedapest    | hardcourt (i) | Galina Voskobojeva       | Hsieh Su-wei Oksana Kalasjnikova    | 3-6, 6-4, [4-10]  | details |
| 5.               | 2017-07-30 | WTA Nanchang     | hardcourt     | Alla Koedrjavtseva       | Jiang Xinyu Tang Qianhui            | 3-6, 2-6          | details |
| 6.               | 2019-06-16 | WTA Nottingham   | gras          | Ellen Perez              | Desirae Krawczyk Giuliana Olmos     | 6-7, 5-7          | details |

### Gewonnen ITF-toernooien enkelspel
| nr. | finale     | toernooi   | dotatie  | ondergrond    | tegenstandster in finale  | score         |
| --- | ---------- | ---------- | -------- | ------------- | ------------------------- | ------------- |
| 01. | 2005-04-10 | Minsk      | $ 10.000 | tapijt (i)    | Aleksandra Malyarchikova  | 6-0, 6-2      |
| 02. | 2006-08-12 | Moskou     | $ 10.000 | gravel        | Joelija Kalabina          | 3-6, 6-2, 6-1 |
| 03. | 2009-05-24 | Moskou     | $ 25.000 | gravel        | Anastasia Poltoratskaya   | 7-6, 6-4      |
| 04. | 2009-06-06 | Buchara    | $ 25.000 | hardcourt     | Nikola Hofmanova          | 6-3, 6-2      |
| 05. | 2010-02-07 | Burnie     | $ 25.000 | hardcourt     | Jarmila Groth             | 6-1, 6-0      |
| 06. | 2012-11-03 | Bendigo    | $ 25.000 | hardcourt     | Olivia Rogowska           | 6-4, 7-5      |
| 07. | 2013-10-06 | Perth      | $ 25.000 | hardcourt     | Irina Falconi             | 7-5, 6-4      |
| 08. | 2016-02-21 | Perth      | $ 25.000 | hardcourt     | Aryna Sabalenka           | 6-1, 6-1      |
| 09. | 2018-04-29 | Óbidos     | $ 25.000 | tapijt        | Pemra Özgen               | 6-3, 6-2      |
| 10. | 2023-02-26 | Swan Hill  | $ 25.000 | gras          | Maddison Inglis           | 6-4, 6-3      |
| 11. | 2023-04-23 | Nottingham | $ 25.000 | hardcourt     | Arianne Hartono           | 6-2, 6-1      |
| 12. | 2023-04-30 | Nottingham | $ 25.000 | hardcourt     | Amarni Banks              | 6-4, 4-6, 6-2 |
| 13. | 2023-08-06 | Barcelona  | $ 60.000 | hardcourt     | Valerija Savinych         | 6-4, 5-7, 6-1 |
| 14. | 2023-11-05 | Edmonton   | $ 25.000 | hardcourt (i) | Lesley Pattinama-Kerkhove | 6-3, 7-5      |
| 15. | 2023-11-26 | Lousada    | $ 25.000 | hardcourt (i) | Robin Anderson            | 1-6, 6-3, 6-4 |
| 16. | 2023-12-03 | Trnava     | $ 60.000 | hardcourt (i) | Kristina Mladenovic       | 7-6, 5-7, 6-1 |

### Gewonnen ITF-toernooien dubbelspel
| nr. | finale     | toernooi                  | dotatie  | ondergrond    | partner                 | tegenstandsters in finale                 | score            |
| --- | ---------- | ------------------------- | -------- | ------------- | ----------------------- | ----------------------------------------- | ---------------- |
| 01. | 2006-04-09 | Putignano                 | $ 25.000 | hardcourt     | Anastasia Rodionova     | Ivana Abramović Maria Abramović           | 1-6, 6-1, 7-5    |
| 02. | 2006-08-12 | Moskou                    | $ 10.000 | gravel        | Anastasia Poltoratskaya | Anastasia Pivovarova Yulia Solonitskaya   | 6-0, 6-2         |
| 03. | 2006-09-17 | Gliwice                   | $ 25.000 | gravel        | Veronika Kapshay        | Carmen Klaschka Justine Ozga              | 6-4, 7-5         |
| 04. | 2007-07-22 | Dnepropetrovsk            | $ 50.000 | gravel        | Amina Rachim            | Ivana Abramović Maria Abramović           | 7-5, 4-6, 6-2    |
| 05. | 2007-10-28 | Podolsk                   | $ 25.000 | hardcourt (i) | Vasilisa Davydova       | Nina Brattsjikova Anastasia Poltoratskaya | 6-3, 6-0         |
| 06. | 2009-04-11 | Jackson                   | $ 25.000 | gravel        | Monique Adamczak        | Laura Granville Riza Zalameda             | 6-3, 6-4         |
| 07. | 2009-05-23 | Moskou                    | $ 25.000 | gravel        | Maria Kondratjeva       | Joelija Kalabina Marta Sirotkina          | 7-5, 6-1         |
| 08. | 2009-08-07 | Moskou                    | $ 25.000 | gravel        | Jekaterina Ivanova      | Veronika Kapshay Melanie Klaffner         | 6-2, 6-2         |
| 09. | 2009-08-15 | Moskou                    | $ 25.000 | gravel        | Jekaterina Ivanova      | Valerija Savinych Marina Sjamajko         | 6-3, 6-3         |
| 10. | 2009-10-03 | Granada                   | $ 25.000 | hardcourt     | Nina Brattsjikova       | Betina Jozami Valerija Savinych           | 6-1, 3-6, [10-5] |
| 11. | 2009-12-04 | Bendigo                   | $ 25.000 | hardcourt     | Irena Pavlovic          | Jocelyn Rae Emelyn Starr                  | 6-3, 7-6         |
| 12. | 2010-02-07 | Burnie                    | $ 25.000 | hardcourt     | Jessica Moore           | Tímea Babos Anna Arina Marenko            | 6-2, 6-4         |
| 13. | 2011-05-07 | Praag                     | $ 50.000 | gravel        | Darija Koestova         | Olha Savtsjoek Lesja Tsoerenko            | 2-6, 6-1, [10-7] |
| 14. | 2012-02-03 | Burnie                    | $ 25.000 | hardcourt     | Melanie South           | Stephanie Bengson Tyra Calderwood         | 6-2, 6-2         |
| 15. | 2012-02-17 | Sydney                    | $ 25.000 | hardcourt     | Melanie South           | Duan Yingying Han Xinyun                  | 3-6, 6-3, [10-8] |
| 16. | 2012-08-04 | Moskou                    | $ 25.000 | gravel        | Valerija Solovjeva      | Jevgenija Pasjkova Anastasija Vasyljeva   | 6-3, 6-3         |
| 17. | 2012-09-30 | Las Vegas                 | $ 50.000 | hardcourt     | Anastasia Rodionova     | Jelena Bovina Edina Gallovits-Hall        | 6-2, 2-6, [10-6] |
| 18. | 2012-10-14 | Troy                      | $ 25.000 | hardcourt     | Angelina Gaboejeva      | Sharon Fichman Marie-Ève Pelletier        | 6-4, 6-4         |
| 19. | 2012-10-28 | Traralgon                 | $ 25.000 | hardcourt     | Cara Black              | Ashleigh Barty Sally Peers                | 2-6, 7-6, [10-8] |
| 20. | 2013-04-14 | Pelham                    | $ 25.000 | gravel        | Ashleigh Barty          | Kao Shao-yuan Lee Hua-chen                | 6-4, 6-2         |
| 21. | 2013-10-13 | Margaret River            | $ 25.000 | hardcourt     | Noppawan Lertcheewakarn | Monique Adamczak Tammi Patterson          | 6-2, 3-6, [10-8] |
| 22. | 2014-05-04 | Gifu                      | $ 75.000 | hardcourt     | Jarmila Gajdošová       | Misaki Doi Hsieh Shu-ying                 | 6-3, 6-3         |
| 23. | 2014-05-18 | Kurume                    | $ 50.000 | gras          | Jarmila Gajdošová       | Junri Namigata Akiko Yonemura             | 6-4, 6-2         |
| 24. | 2014-06-14 | Nottingham                | $ 50.000 | gras          | Jarmila Gajdošová       | Verónica Cepede Royg Stephanie Vogt       | 7-6, 6-1         |
| 25. | 2016-03-20 | Canberra                  | $ 25.000 | gravel        | Ashleigh Barty          | Kanae Hisami Varatchaya Wongteanchai      | 6-4, 6-2         |
| 26. | 2016-03-27 | Canberra                  | $ 25.000 | gravel        | Ashleigh Barty          | Eri Hozumi Miyu Kato                      | 5-7, 6-3, [10-7] |
| 27. | 2016-05-08 | Tunis                     | $ 50.000 | gravel        | Valerija Strachova      | Irina Chromatsjova İpek Soylu             | 6-1, 6-2         |
| 28. | 2016-10-30 | Bendigo                   | $ 50.000 | hardcourt     | Asia Muhammad           | Shuko Aoyama Risa Ozaki                   | 6-4, 6-3         |
| 29. | 2017-11-04 | Canberra                  | $ 60.000 | hardcourt     | Asia Muhammad           | Jessica Moore Ellen Perez                 | 6-4, 6-4         |
| 30. | 2018-07-29 | Granby                    | $ 60.000 | hardcourt     | Ellen Perez             | Erika Sema Aiko Yoshitomi                 | 7-5, 6-4         |
| 31. | 2018-08-12 | Landisville               | $ 60.000 | hardcourt     | Ellen Perez             | Chen Pei-hsuan Wu Fang-hsien              | 6-0, 6-2         |
| 32. | 2018-10-28 | Bendigo                   | $ 60.000 | hardcourt     | Ellen Perez             | Eri Hozumi Risa Ozaki                     | 7-5, 6-1         |
| 33. | 2018-11-04 | Canberra                  | $ 60.000 | hardcourt     | Ellen Perez             | Destanee Aiava Naiktha Bains              | 6-7, 6-3, [10-7] |
| 34. | 2019-01-27 | Burnie                    | $ 60.000 | hardcourt     | Ellen Perez             | Irina Chromatsjova Maryna Zanevska        | 6-4, 6-3         |
| 35. | 2019-02-16 | Shrewsbury                | $ 60.000 | hardcourt     | Yanina Wickmayer        | Freya Christie Valerija Savinych          | 6-2, 7-5         |
| 36. | 2019-05-11 | Rome                      | $ 25.000 | gravel        | Storm Sanders           | Gabriela Cé Cristina Dinu                 | 6-2, 6-3         |
| 37. | 2019-05-18 | La Bisbal d'Empordà       | $ 60.000 | gravel        | Storm Sanders           | Dalma Gálfi Georgina García Pérez         | 6-4, 6-4         |
| 38. | 2021-05-02 | Charlottesville           | $ 60.000 | gravel        | Anna Danilina           | Erin Routliffe Aldila Sutjiadi            | 6-1, 6-3         |
| 39. | 2021-10-31 | Les Franqueses del Vallès | $ 80.000 | hardcourt     | Irina Chromatsjova      | Susan Bandecchi Eden Silva                | 2-6, 6-3, [10-6] |
| 40. | 2022-02-13 | Canberra                  | $ 25.000 | hardcourt     | Asia Muhammad           | Alison Bai Jaimee Fourlis                 | 6-3, 3-6, [10-6] |
| 41. | 2022-02-20 | Canberra                  | $ 25.000 | hardcourt     | Asia Muhammad           | Alison Bai Jaimee Fourlis                 | 7-6, 7-6         |
| 42. | 2022-04-03 | Canberra                  | $ 60.000 | gravel        | Ankita Raina            | Fernanda Contreras Alana Parnaby          | 4-6, 6-2, [11-9] |

### Gewonnen juniorentoernooien dubbelspel
| nr. | finale     | toernooi                               | ondergrond | partner                     | tegenstandsters in finale            | score         | graad |
| --- | ---------- | -------------------------------------- | ---------- | --------------------------- | ------------------------------------ | ------------- | ----- |
| 1.  | 2005-07-10 | Governor Cup                           | gravel     | Avgusta Tsybysjeva          | Julia Parasyuk Elizaveta Titova      | 6-1, 6-3      | 4     |
| 2.  | 2005-08-07 | Slovenian Junior Open                  | gravel     | Julia Semeneko              | Taja Mohorčič Maša Zec Peškirič      | 6-2, 6-3      | 3     |
| 3.  | 2006-03-04 | Black Gold of Udmurtia                 | gravel     | Jevgenija Pasjkova          | Maria Mosolova Anastasia Petukhova   | 6-7, 7-5, 6-3 | 3     |
| 4.  | 2006-05-14 | Int. Jr. Tournament Citta' Di Prato    | gravel     | Kristen McVitty             | Babs van Kampen Nicolette van Uitert | 6-3, 6-2      | 2     |
| 5.  | 2007-01-10 | Loy Yang Power Traralgon International | hardcourt  | Anastasija Pavljoetsjenkova | Klaudia Boczová Kristína Kučová      | 6-2, 6-3      | 1     |
| 6.  | 2007-01-27 | Australian Open                        | hardcourt  | Jevgenia Rodina             | Julia Cohen Urszula Radwańska        | 2-6, 6-3, 6-1 | A     |